# 음력 5월 8일
음력 5월 8일은 음력 5월의 8번째 날이다.

## 사건
- 1442년 - (조선 세종 24년) 측우제도를 실시하다.

## 탄생
- 1922년 - 대한민국의 가톨릭 추기경 김수환.
- 1982년 - 대한민국의 배우 정겨운.

## 사망
- 1649년 - 조선 16대 국왕 조선 인조.
- 1861년 - 조선의 가톨릭 신부 최양업.

## 같이 보기
- 음력 360일: 1월 2월 3월 4월 5월 6월 7월 8월 9월 10월 11월 12월
- 전날:5월 7일 다음날:5월 9일 - 전달:4월 8일 다음달:6월 8일
- 양력:5월 8일
- 음력, 윤달